# Villanueva de Gormaz
Villanueva de Gormaz – gmina w Hiszpanii, w prowincji Soria, w Kastylii i León, o powierzchni 21,43 km². W 2011 roku gmina liczyła 10 mieszkańców.